# Western de science-fiction

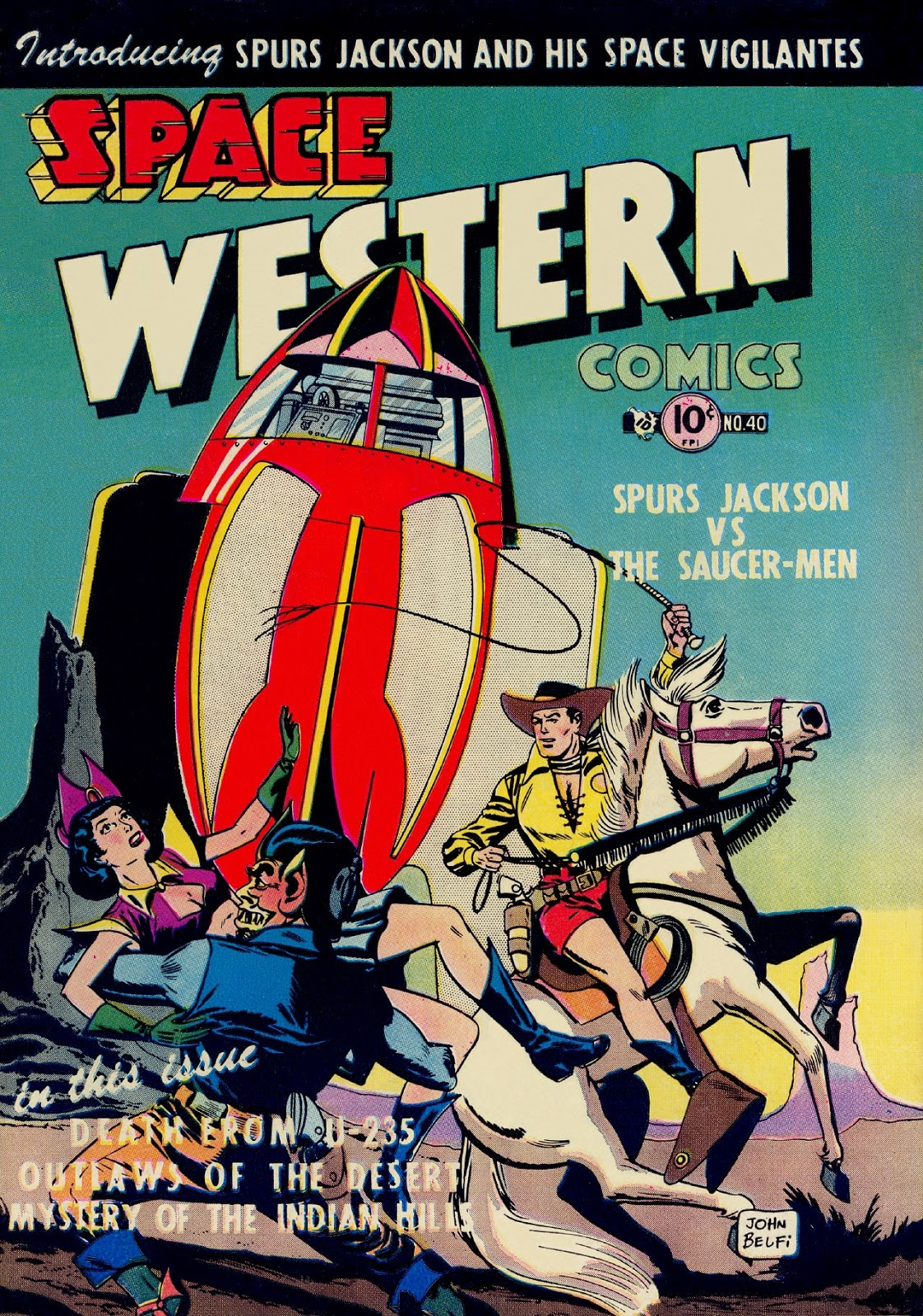
Etant né aux Etats-Unis, le genre est surreprésenté dans le pays par rapport à d'autres aires géographiques.

Un western de science-fiction est un sous-genre ou une hybridation utilisant des intrigues et des décors occidentaux traditionnels, tout en incorporant des éléments de science-fiction tels que les technologies futuristes ou des extraterrestre,. (p29) Le western post-apocalyptique et le western steampunk appartiennent à ce sous-genre,.
Étant donné que les éléments caractéristiques de la science-fiction peuvent apparaître dans n’importe quel contexte, la science-fiction se prête bien à une combinaison avec d’autres genres. En 1953, JB Priestley décrivait déjà le « Western » comme l’un des trois types de science-fiction cinématrographique.
Les précurseurs du western de science-fiction apparaissent dans les romans d'invention du XIXe siècle, comme The Steam Man of the Prairies (1868) d'Edward S. Ellis.
La série L'Empire fantôme (The Phantom Empire, 1935) est citée comme étant probablement le premier western de science-fiction de l'histoire du cinéma. Situé dans un ranch et utilisant des accessoires associés aux westerns traditionnels, il présente notamment des robots futuristes qui n'existent pas dans la société au moment de sa création.
Depuis cette date, des westerns de science-fiction ont régulièrement fait leur apparition au cinéma, à la télévision, en romans, en bandes dessinées et d'autres médias.

## Cadre et thématiques
En 1953, JB Priestley décrivait le « Western » comme l’un des trois types de science-fiction. Les genres distincts de la science-fiction et du western utilisent des dispositifs d'intrigue et des types de personnages similaires, ainsi que certains décors communs et des thèmes de survie, ce qui rend les deux genres assez proches pour créer ce sous-genre mixte. Le cadre commun de la frontière contraste avec le western typique qui montre la frontière comme quelque chose qui peut être apprivoisé, mais qui ne peut jamais être complètement franchi dans la science-fiction. Un autre thème commun est que la force est souvent utilisée comme moyen de survie, ce qui conduit à un type de héros qui est souvent à la fois sauvage et civilisé. Le thème de la motivation économique pour l'exploration ou l'expansion est également typique des deux genres.
Lorsqu'ils sont combinés, les westerns de science-fiction se concentrent sur des intrigues occidentales traditionnelles et des décors frontaliers combinés à des éléments de science-fiction, tels que la technologie futuriste ou les extraterrestres,. Cette définition peut être contrastée avec le western spatial qui, prenant ses racines dans la science-fiction, contient des éléments du genre western, mais se déroule généralement dans un décor spatial,.
Les genres croisés associés incluent le steampunk, qui comprend généralement des décors de Western et des éléments de science-fiction futuristes combinés à l'esthétique steampunk. Cela peut inclure un croisement avec le genre «Weird West». Le western post-apocalyptique appartient à ce sous-genre, incorporant généralement des gangs de hors-la-loi et la survie d'un héros aliéné.

## Historique
Les précurseurs de la science-fiction western apparaissent dès la fin des années 1800 avec ce que l'on appelle la «fiction d'inventeur», avec des exemples tels que The Steam Man of the Prairies (1868).

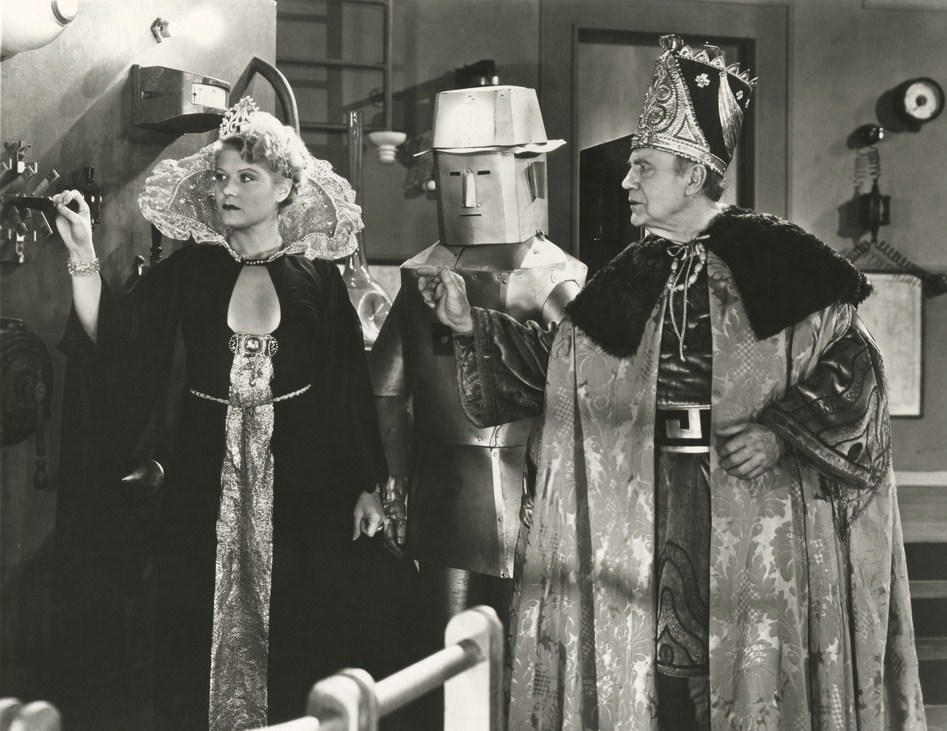
Photo publicitaire pour L'Empire fantôme (1935)

Les premiers films à épisodes tels que The Phantom Empire (1935) et Ghost Patrol (1936) incorporaient des figures surnaturelles de science-fiction fantastique dans un décor de Western. À l'issue de la Seconde Guerre mondiale, les westerns ont commencé à perdre la faveur du marché des jeunes, à mesure que la fièvre spatiale commençait à prendre le dessus. L'approche du western classique en matière de genre, de race, de sexualité et de groupes autochtones a contribué à son déclin jusqu'à ce que le western hybride le fasse revivre.
Dans les années 1960, des films comme La Vallée du Gwangi (1969), qui mettait en scène des cow-boys combattant des dinosaures, ont eu du succès. Dans les années 1990, Les Aventures de Brisco County Jr. ont amené la science-fiction western au grand public télévisuel.
La série télévisée Firefly (2002) se distingue. Dans un sens, c'est un western spatial avec son décor spatial, cependant, sa frontière irréaliste peut la qualifier de Western de science-fiction. Le créateur Joss Whedon la qualifie ainsi, car elle combine des éléments visuels associés aux Westerns. Dans les deux cas, elle repousse les limites du genre.
Bien qu'il ait été un échec au box-office, Cowboys and Aliens, sorti en 2011, rend hommage au genre avec son intégration réussie de thèmes western et de science-fiction.

## Exemples
Lone Star Planet de John J. McGuire (1958) et Six-Gun Planet de John Jakes (1970) sont des exemples de science-fiction qui accordent une attention particulière aux thèmes du Western et qui sont écrits par des auteurs non associés habituellement au genre Western. Chacun d’entre eux est un exemple qui définit le contraste entre la science-fiction et les genres occidentaux. La frontière de la science-fiction s’étend en permanence, tandis que la frontière occidentale est limitée et peut être (ou est) apprivoisée. Lone Star Planet et Six-Gun Planet se déroulent tous deux dans une frontière fermée, mettant l'accent sur la partie Western de ce genre hybride.

### Bandes dessinées
Cowboys &amp; Aliens de Scott Mitchell Rosenberg est un mélange de science-fiction et de genres western dans lequel des extraterrestres écrasent leur vaisseau spatial dans le Far West. Les cow-boys et les Indiens se battent entre eux en utilisant la technologie extraterrestre, mais sont finalement obligés de travailler ensemble pour combattre les extraterrestres qui sont revenus pour récupérer leur vaisseau.
East of West de Jonathan Hickman et Nick Dragotta est une série de bandes dessinées en série du genre science-fiction western se déroulant dans une version dystopique des États-Unis dans laquelle les personnages apocalyptiques des Quatre Cavaliers sont les héros de l'histoire.
Un exemple dans le sous-genre western steampunk est Iron West de Doug Tennapel, une histoire se déroulant dans le Far West américain, mais avec des robots.

### Films

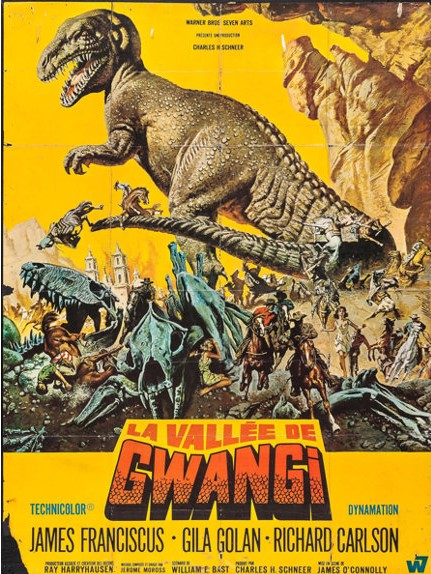
La vallée de Gwangi met en scène des cow-boys combattant des dinosaures.

Les premiers films en série tels que The Phantom Empire (1935) et Ghost Patrol (1936) incorporent des figures surnaturelles de science-fiction fantastique dans un décor de Western.
Autre exemple de sous-genres croisés : le western de science-fiction fantastique La Vallée de Gwangi (1969) mettait en scène des cow-boys combattant des dinosaures, une tendance qui s'est imposée dans les années 1960.
Les héros du XXe siècle voyageant dans le temps s'adaptent au Far West dans Timerider: le cavalier du temps perdu (1982) et Retour vers le futur III (1990),
Wild Wild West (1999) développe la série télévisée des années 1960 dans une version steampunk du Far West.
The Postman (1997) explore le style western post-apocalyptique en utilisant le décor de la frontière et l'archétype de « l'Homme sans nom »,.